# Котомеж
Котомир (пол. Kotomierz, Котомєж; нім. Klarheim, Кларгайм) — село в Польщі, у гміні Добрч Бидґозького повіту Куявсько-Поморського воєводства.
Населення — 1011 осіб (2011).

## Історія
У 1975—1998 роках село належало до Бидгощського воєводства.
В ніч на 25 лютого 2024 року поляки висипали 160 тонн українського збіжжя на станції Котомеж — це четвертий випадок вандалізму на польських залізничних станціях. Вантаж прямував до морського порту м. Гданськ.

## Демографія
Демографічна структура станом на 31 березня 2011 року:
|          | Загалом | Допрацездатний вік | Працездатний вік | Постпрацездатний вік |
| -------- | ------- | ------------------ | ---------------- | -------------------- |
| Чоловіки | 505     | 106                | 351              | 48                   |
| Жінки    | 506     | 100                | 308              | 98                   |
| Разом    | 1011    | 206                | 659              | 146                  |